# Мужской гомоэротизм

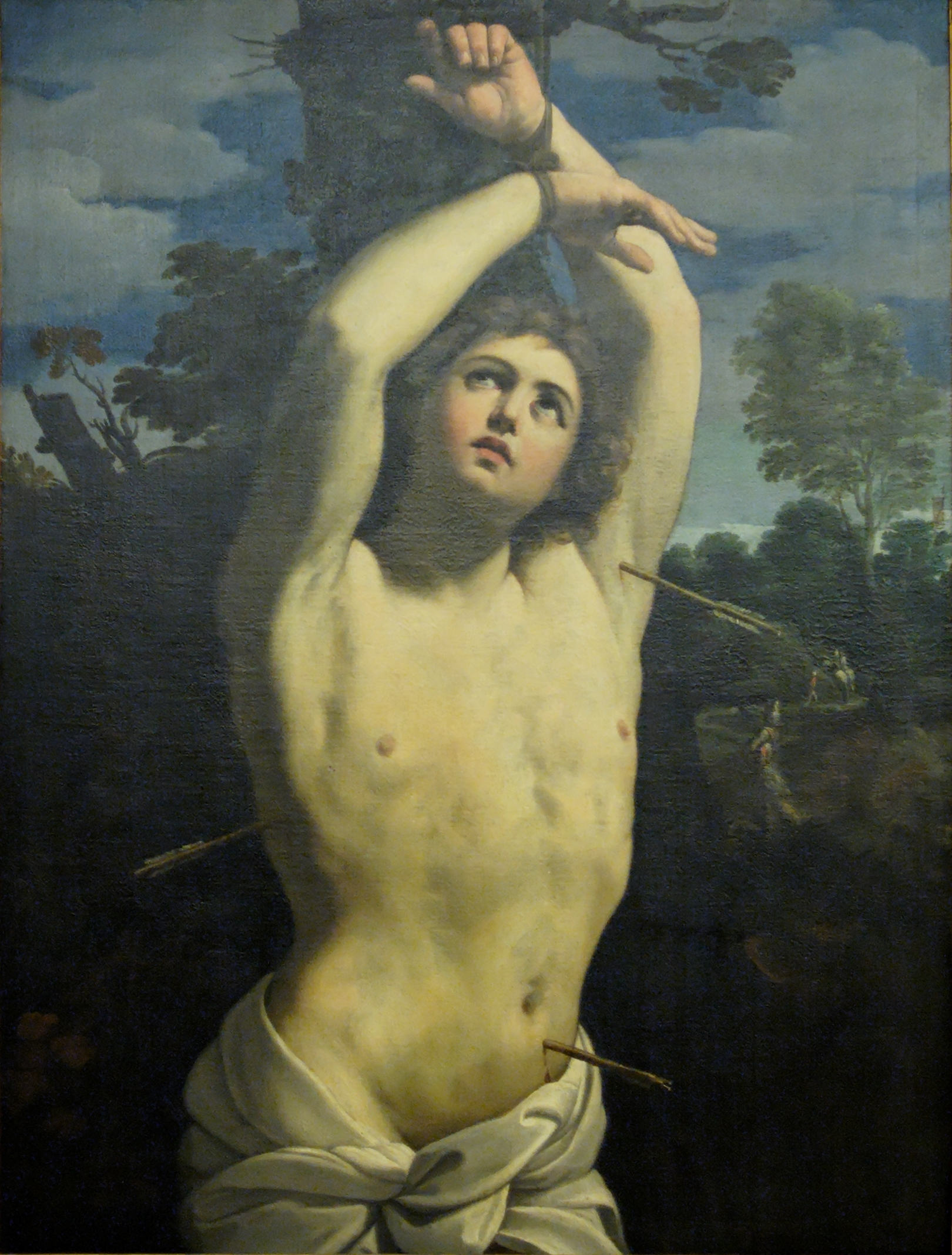
Г. Рени. «Святой Себастьян». Ок. 1615. Капитолийские музеи, Рим.

Гомоэроти́зм, гомоэротика — репрезентация однополых отношений и гомосексуального желания в искусстве, прежде всего в изобразительном искусстве и литературе.
По мнению новейших исследователей, канон гомоэротического был заложен, прежде всего, литературой и искусством Древней Греции и Рима, послужившими затем основой для искусства Эпохи Возрождения, кодировавшей более или менее откровенные изображения гомоэротики использованием наиболее известных классических сюжетов, подразумевавших однополую любовь (Юпитер и Ганимед, Александр Македонский и Гефестион, Адриан и Антиной и т. д.), а также в наибольшей степени ассоциировавшихся с этой тематикой жанров (в поэзии, в частности, — элегии и пасторали).
В дальнейшем круг сюжетов, вовлечённых в орбиту гомоэротических ассоциаций, расширялся: в частности, с гомоэротикой стал связываться образ Святого Себастьяна — как отмечает И. С. Кон, «художники Возрождения (Гвидо Рени, Перуджино, Боттичелли, Антонелло да Мессина, Караваджо и др.) сделали его нежным женственным юношей, почти мальчиком, что давало обильную пищу гомоэротическому воображению».
В остром переживании гомоэротизма картины Рени признавался, в частности, Юкио Мисима в книге «Исповедь маски», замечая при этом, что Магнус Хиршфельд «помещает изображения святого Себастьяна на первое место среди всех произведений скульптуры и живописи, пользующихся особым расположением гомосексуалов», а Сальвадор Дали сочинил поэму «Святой Себастьян» и посвятил её Федерико Гарсиа Лорке, которому, как указывает современный исследователь, «образ святого Себастьяна был близок в связи с его гомосексуальностью».